# Ејми Карлсон
Ејми Лин Карлсон (енгл. Amy Lynn Carlson; Елмхрст, 7. јул 1968) је америчка телевизијска и филмска глумица.
Ејми Карлсон је најпознатија по улози Кели Гафни у серији Ред и закон: Суђење пред поротом.